# Elmer Berger (rabino)
Elmer Berger (27 de mayo de 1908 – 5 de octubre de 1996) fue un rabino judío reformista ampliamente conocido por su antisionismo. Fue director ejecutivo del American Council for Judaism desde su fundación en 1942 hasta 1955. Tras este periodo, continuó involucrado con la organización como consultor hasta 1968, cuando fue obligado a renunciar. Posteriormente, fundó la organización American Jewish Alternatives to Zionism.

## Familia y primeros años
Berger nació en Cleveland, Ohio, hijo de un maquinista ferroviario nacido en Hungría y de una madre judía germano-estadounidense de tercera generación originaria de Texas. Durante su infancia, su familia asistía al Templo de Euclid Avenue (Congregación Anshe Chesed), donde el rabino Louis Wolsey lo animó a seguir una carrera en el rabinato.
Después de graduarse con honores Phi Beta Kappa de la Universidad de Cincinnati, Berger fue ordenado rabino por el Colegio de la Unión Hebrea en 1932. Comenzó su carrera en el ministerio en Pontiac, Michigan, antes de asumir un puesto en Flint, Michigan, donde sirvió desde 1936 hasta 1942.
Berger se casó con Seville Schwartz, hermana de uno de sus compañeros de clase en el Colegio de la Unión Hebrea, el 3 de septiembre de 1931. La pareja se divorció en 1946. Poco después, contrajo matrimonio con Ruth Winegarden, hija de un destacado fabricante de muebles de Flint y miembro de la congregación local. La pareja permaneció unida hasta la muerte de Ruth en 1979.

## Activismo político
Berger fue una figura destacada en el movimiento antisionista judío estadounidense. Fue un firme opositor de la Plataforma de Columbus de 1937, la cual marcó un giro dentro del movimiento del judaísmo reformista, alejándose de su postura originalmente antisionista y del rechazo a los rituales judíos tradicionales.En 1942, su mentor, el rabino Louis Wolsey, cofundó el American Council for Judaism (ACJ) y nombró a Berger como su primer director ejecutivo, cargo que ocupó hasta 1955.
Berger se convirtió en una figura prominente en la oposición del Consejo a la Conferencia de Biltmore de 1942, la cual formalizó los objetivos sionistas de establecer un Estado judío en Palestina. Su libro de 1945, The Jewish Dilemma, argumentaba en contra del sionismo, afirmando que este adoptaba mitos raciales sobre la identidad judía. Berger abogaba por la asimilación judía, creyendo que la integración en la sociedad en general, en lugar del nacionalismo, era el camino más viable para la supervivencia del pueblo judío.
En The Jewish Dilemma, Berger también expresó su apoyo a la Unión Soviética, a la que consideraba un modelo de emancipación judía. Escribió: “Los judíos de la Unión Soviética han disfrutado de igualdad de estatus y oportunidades solo durante aproximadamente un cuarto de siglo. Son los judíos más recientemente emancipados del mundo... La libertad, la integración y la emancipación fluyen ahora por las venas de los judíos.” Berger sostenía que la Revolución Rusa había eliminado la necesidad del sionismo, afirmando que los judíos soviéticos ya no requerían un refugio.
Berger y el ACJ enfrentaron una creciente oposición tras el Holocausto, el establecimiento del Estado de Israel en 1948 y el aumento de la popularidad del sionismo entre los judíos estadounidenses y las instituciones judías. Louis Wolsey renunció al ACJ en 1945.Murray Polner escribió que la mayoría de los judíos estadounidenses percibían al ACJ como indiferente o incluso hostil hacia los sobrevivientes del Holocausto que se trasladaron a Israel.Las posturas políticas de Berger le valieron admiración en varios países árabes.
En 1955, Berger propuso una serie de reformas destinadas a integrar las prácticas judías en la vida cultural estadounidense. Entre ellas, sugería trasladar el Sabbat judío del sábado al domingo, rediseñar la menorá para simbolizar los valores del judaísmo estadounidense y reinterpretar la festividad de Sucot "para ampliarla y darle un significado para todos los ciudadanos de una sociedad industrial".
En 1965, Berger recibió críticas por una entrevista concedida al periódico alemán de extrema derecha National Zeitung, en la que lanzó duras críticas contra los líderes de las principales organizaciones sionistas y judías.
La Guerra de los Seis Días en 1967 intensificó la oposición de Berger al sionismo. Criticó públicamente las acciones de Israel durante el conflicto, lo que provocó fuertes reproches por parte de sionistas, incluidos miembros del propio ACJ. En una entrevista de julio de 1967, Berger mencionó a seis judíos prominentes—Donald S. Klopfer, Stanley Marcus, John Mosler (presidente de Mosler Safe Company), Walter N. Rothschild Jr. (presidente de Abraham & Strauss), Joseph H. Louchheim (subcomisionado del Departamento de Bienestar del Estado de Nueva York en su división para la ciudad de Nueva York) y Henry Loeb de Loeb, Rhoades & Co.—como personas que apoyaban su postura. Todos, excepto Loeb, desmintieron las afirmaciones de Berger, y tres de ellos renunciaron posteriormente al ACJ.
En 1968, al renunciar como director ejecutivo del ACJ, Norton Mezvinsky afirmó que Berger había asistido a enviados árabes en las Naciones Unidas redactando discursos, mencionando específicamente a George Tomeh de Siria.Berger renunció al ACJ más tarde ese mismo año.

## Vida posterior
En 1968, tras su salida del ACJ, Berger fundó American Jewish Alternatives to Zionism (AJAZ), una organización que le sirvió como plataforma para seguir publicando sus escritos y dando conferencias durante su semi-retiro. En sus últimos años, dividió su tiempo entre la ciudad de Nueva York y Sarasota, Florida. Colaboró con la revista Informe Washington sobre Asuntos de Oriente Medio y fue mentor de Norton Mezvinsky.
Berger falleció en Sarasota en 1996 a causa de un cáncer de pulmón, a los 88 años. Norton Mezvinsky escribió una detallada esquela en la que concluyó:
«A lo largo de su vida adulta, la definición que Elmer Berger tenía del judaísmo no varió. En la introducción de su libro A Partisan History of Judaism, escribió: “Hay quienes ven el judaísmo como ‘la religión del pueblo judío’. Este libro no les agradará. Pues indica, sin lugar a dudas, que los orígenes del judaísmo no están en ‘el pueblo judío’ y que lo mejor y más noble del judaísmo actual trasciende al pueblo judío.” Al final de ese mismo libro, Elmer Berger dio sucintamente su definición: “El judaísmo es hacer justicia, tener misericordia y caminar humildemente con Dios; todo lo demás es comentario y de importancia secundaria.” Desde esta perspectiva, Elmer Berger documentó cuidadosa y específicamente su caso contra el sionismo y contra el carácter opresivo del Estado sionista. Hizo un llamado al Estado de Israel para que se des-sionizara, es decir, para que dejara de ser un Estado judío exclusivista que, por ley, otorga derechos y privilegios a los judíos que no concede a los no judíos. Imploró al Estado de Israel que se desarrollara como un verdadero Estado democrático, que fuera justo y misericordioso con todas las personas y que, de ese modo, caminara humildemente con Dios.
Elmer Berger fue un patriota judío».
En 2011, Jack Ross publicó una biografía titulada Rabbi Outcast: Elmer Berger and American Jewish Anti-Zionism.Según el ACJ, el libro sitúa el antisionismo judío liberal dentro de una perspectiva histórica.Lawrence Grossman, editor del American Jewish Year Book, criticó la obra.